# Rajasphaera montana
Rajasphaera montana är en mångfotingart som beskrevs av Carl Graf Attems 1935. Rajasphaera montana ingår i släktet Rajasphaera och familjen Zephroniidae. Inga underarter finns listade i Catalogue of Life.